# Golfo de Boughrara
O golfo de Boughrara ou golfo de Bou Grara (em árabe: بوغرارة) é o nome porque é conhecido o espaço aquático situado no sudeste da Tunísia, limitado a norte pela ilha de Djerba e a sul pelo continente africano. O golfo deve o seu nome à pequena localidade de Boughrara, situada junto à margem sudoeste. Apesar do nome comum de golfo, pode também ser considerado um laguna, dado ser praticamente fechado. Ocupando um área de 500 km², é a maior laguna da Tunísia.
Em Djerba os limites do golfo são constituídos pelas penínsulas de Ajim a noroeste e a de El Kantara a leste; no continente, os limites são as penínsulas de Zarzis a lestee a de Jorf a noroeste. Entre essas penínsulas, o golfo comunica com o mar Mediterrâneo ou, mais exatamente, com o golfo de Gabès através de dois canais: o de Ajim, com cerca de 4 km de comprimento e 2 km de largura, e o de El Kantara, com cerca de 12 km de comprimento e 6 km de largura (4 km na sua parte mais estreita). Nas extremidades do canal de Ajim-Jorf existem duas pequenas ilhas: Guetaïa el Gueblia e Guetaïet el Baharia (também grafadas Guettaia El K'bira e Guettaia Gueblia [ou Guettaia Es'ghira]), uma em cada lado. No alinhamento do canal de El Kantara existe outra pequena ilha, Djeliji (ou Jeliji). 
O espaço é caracterizado pela importâncias da sua biodiversidade, noemadamente a avifauna e fauna aquática, mas sofre com a fraca renovação de água marítima, que diminui a oxigenação e a salinidade.

## Notas e referências

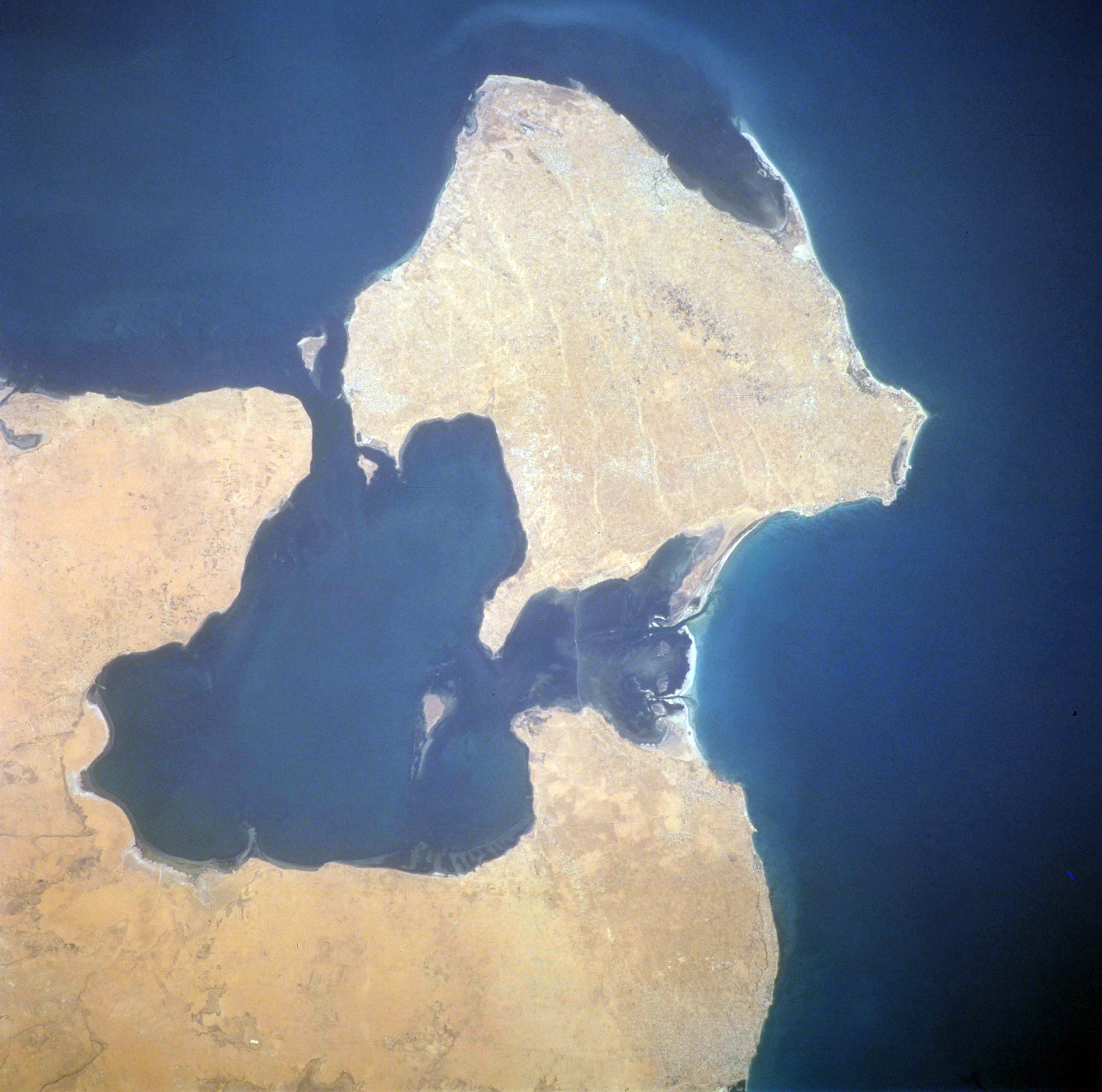
Imagem de satélite do golfo de Boughrara e da ilha de Djerba